# Elektronická jízdenka nebo letenka
Elektronická jízdenka (elektronická letenka) je název pro sestavu dat v elektronické formě, kterou cestující obdrží elektronickým přenosem a která plní obdobnou funkci jako klasická papírová jízdenka nebo letenka fyzicky předaná při nákupu. Elektronická jízdenka nebo letenka obvykle obsahuje jako klíčovou součást kód, s jehož pomocí lze ověřit pravost jízdenky. Použití tohoto systému v letecké dopravě se nazývá e-ticketing, datová zpráva elektronická letenka.
Předchůdcem elektronické jízdenky a často i souběžně nabízeným produktem je možnost elektronické (internetové, telefonické) rezervace jízdenky. Zatímco rezervace pouze předchází fyzickému zakoupení jízdenky, elektronická jízdenka má sama funkci jízdenky.

## Formy elektronických jízdenek
Způsob zasílání jízdenky, její podoba i způsob jejího prokazování i způsob platby se u různých systémů liší.
Zasílána může být:
- po internetu – e-mailem nebo přes webové rozhraní
- jako SMS zpráva do mobilního telefonu (viz článek SMS jízdenka)

Platba může být hrazena zejména:
- z kreditu zakoupeného předem u dopravce nebo prodejce jízdenek nebo víceúčelového kreditu
- odečtením z kreditu účtu příslušného k SIM kartě mobilního telefonu, z nějž je jízdenka objednána (viz článek SMS jízdenka)
- platebním příkazem umožňujícím úhradu přes internet
- jiným platebním příkazem (přes bankomat atd.)

Způsob prokazování může být rovněž vyžadován v každém konkrétním systému jinak, například:
- předložení jízdenky vytištěné příjemcem například na jeho vlastní tiskárně
- předložení vytištěného, opsaného nebo ústně sděleného kontrolního kódu jízdenky
- dát kontrolorovi k nahlédnutí displej elektronického telekomunikačního zařízení (mobilního telefonu, notebooku atd.) s přijatou jízdenkou
- prokázat se dokladem totožnosti (občanský průkaz, cestovní pas), aby obsluha srovnala osobní údaje cestujícího s údaji v rezervačním systému (obvyklé u letecké přepravy)

## Konkrétní systémy

### Letenky
Aerolinky sdružené v IATA přešly od července 2008 plně na elektronické letenky. IATA uváděla celosvětové úspory 3 miliard dolarů.

### eShop ČD
České dráhy zavedly možnost elektronických jízdenek s jízdním řádem 2005/2006 v souvislosti se zavedením vlaků Pendolino kategorie SuperCity od 11. prosince 2005. V roce 2007 bylo možno zakoupit elektronické jízdenky a místenky na vlaky vyšší kvality (SC, EuroCity, InterCity). Od 9. prosince 2007 byla možnost i rozšířena i na rychlíky a expresy. Systém pro poskytování této služby má obchodní označení eShop ČD a elektronická jízdenka z tohoto systému eTiket. Speciální produkty se nazývají SC Net a eLiška (snížená pevná cena mezi krajskými městy s další slevou omezeného množství v den odjezdu).
Podle tiskové zprávy ředitelky Odboru osobní dopravy a přepravy Českých drah bylo za rok 2006 prodáno přes internet 11 806 jízdenek, za leden až říjen 2007 už 59 123.
Od srpna 2007 zavedly České dráhy možnost zakoupit si jízdenku s příplatkem 100 Kč přes mobilní telefon v rámci služby TeleTiket. Do listopadu 2007 ji využilo asi 1300 cestujících. Jízdenka je buď zaslána e-mailem nebo připravena k vyzvednutí ve stanici odjezdu.
Od 7. listopadu 2008 ČD nevyžadují předkládání elektronicky zakoupených běžných jízdenek (netýká se eLišky) ve vytištěné podobě, stačí na displeji notebooku, mobilu atp.
Od roku 2010 bylo umožněno zahrnout do jízdenky i přestup na osobní vlaky.
Jízdenka je opatřena čárovým kódem a unikátním číselným kódem. Ve vlacích SuperCity jsou průvodčí vybaveni terminály se snímači čárového kódu. V ostatních rychlících a expresech průvodčí přepisuje do svého terminálu ručně číselný kód. Na lokálních tratích navíc nejsou průvodčí pro kontrolu těchto jízdenek dostatečně zkušení. Podle článku v PC World jsou data v terminálu průvodčího synchronizována s databází zaplacených elektronických jízdenek ještě před odjezdem vlaku z domovské stanice, takže terminál není schopen rozpoznat pravost jízdenky zakoupené později. Podle jiných informací ověřuje terminál pravost kódu nezávisle na databázi vydaných jízdenek.
Od prosince 2014 již cestující nemusí předkládat jízdenku vytištěnou na papíře/zobrazenou na displeji počítače nebo mobilního telefonu, ale stačí při kontrole předložit jen In-kartu, na jejíž číslo byla jízdenka v e-shopu zakoupena, nebo šestimístný kód transakce, který zákazník po nákupu v e-shopu obdrží v SMS zprávě.

### e-jízdenka AMSBUS
Od 1. února 2007 začaly být pro vybrané spoje a linky nabízeny elektronické jízdenky pod názvem e-jízdenka v rezervačním systému AMSBUS, který je dominantním rezervačním systémem pro autobusovou dopravu v Česku. V systému je využit zabezpečený způsob placení s využitím platební karty a garantovaného přístupu k platbě, aniž by provozovatel znal číslo platební karty. Je využita technologie 3D Secure s využitím platební brány PayMUZO. Již dříve bylo možné použít placení bankovním převodem.
E-jízdenka je zasílána ve formátu pdf a cestující si ji může vytisknout na vlastní tiskárně. Každá jízdenka má unikátní číslo. Pro kontrolu zadává cestující poslední čtyři číslice některého ze svých dokladů. Tento údaj není obsažen v jízdence, ale dostane ho v plánku obsazených míst k dispozici řidič autobusu a ten si musí od cestujícího příslušný doklad pro kontrolu vyžádat. Cestující je rovněž identifikován jménem a příjmením.

### SMS jízdenka
Od 22. listopadu 2007 zavedl Dopravní podnik hl. m. Prahy a. s. zkušebně možnost hradit jízdné z kreditu mobilního telefonu pomocí SMS. V červenci 2008 byla SMS jízdenka spuštěna v Ústí nad Labem.
OD roku 2009 se uvažuje použití některé formy mobilní platby za jízdné a parkování v Českých Budějovicích